# Eagle Bluff
Das Eagle Bluff ist ein etwa 100 m hohes Kliff aus Basalt auf King George Island im Archipel der Südlichen Shetlandinseln. Es ragt an der Nordflanke des White Eagle Glacier im Gebiet des Lions Rump auf der Westseite der Einfahrt zur King George Bay auf.
Polnische Wissenschaftler benannten es 1999 in Anlehnung an die Benennung des benachbarten Gletschers.